# Vicent Mariner
Vicent Mariner d'Alagó (València, 18 de febrer de 1571 (?) - Madrid, 1 de maig de 1642) fou un famós hel·lenista, humanista i traductor valencià.

## Vida
Va estudiar a la Universitat de València, i va ser deixeble de l'hel·lenista Juan Mingues. Traslladat a Madrid el 1611, allí va ser mestre i instructor del duc de Lerma, a qui havia conegut quan aquest era virrei de València. En la cort va formar part d'algunes acadèmies erudites i va entaular relacions d'estreta amistat amb Lope de Vega i amb Quevedo. El 1633, el rei Felip IV sancionà el seu nomenament com a bibliotecari del Monestir de Sant Llorenç de l'Escorial, però no va aconseguir el càrrec de cronista del regne, ni altres a què també aspirava.

## Obra
La seva obra de traducció és ingent. Va traduir nombroses obres clàssiques del grec al llatí i al castellà. També traduí l'obra d'Ausiàs March al llatí. En total es creu que va arribar a traduir més de 140.000 pàgines. Menció especial mereix la seva traducció al castellà de la Poètica i la Retòrica d'Aristòtil, i les traduccions al llatí de la Ilíada i l'Odissea. Malgrat la seva fama, gairebé cap de les seves traduccions no fou mai impresa; per això els estudiosos de la seva obra, tant de traducció com de creació, han de treballar sobre els trenta-quatre manuscrits conservats al convent dels Trinitaris de Madrid (d'on passaren a la Biblioteca Nacional) i en altres fons espanyols i estrangers.